# آرباخ
آرباخ (به آلمانی: Arbach) یک شهر در آلمان است که در فولکانایفل واقع شده‌است. آرباخ ۱۵۳ نفر جمعیت دارد.